# Cheryl Hines
Cheryl Hines (Miami Beach, 21 settembre 1965) è un'attrice statunitense.

## Biografia
Ha studiato presso la Florida State University e l'University of Central Florida, in seguito ha iniziato la sua carriera artistica lavorando come assistente personale del regista Rob Reiner. Nel corso degli anni è apparsa nelle commedie ...e alla fine arriva Polly, Herbie - Il super Maggiolino, Vita da camper, Al passo con gli Stein e La dura verità.
L'attrice è nota negli Stati Uniti soprattutto per la sua partecipazione alla sit-com Curb Your Enthusiasm, serie trasmessa in Italia dal canale satellitare Jimmy. Nel 2008 ha recitato al fianco di Luke Wilson in Henry Poole - Lassù qualcuno ti ama.
Nel 2009 ha debuttato alla regia con la commedia Serious Moonlight, con Meg Ryan e Justin Long, film basato su una sceneggiatura dell'amica scomparsa Adrienne Shelly, dalla quale era stata diretta in Waitress - Ricette d'amore.
Ha recitato nella commedia Incinta o... quasi, insieme a Lindsay Lohan.

## Vita privata

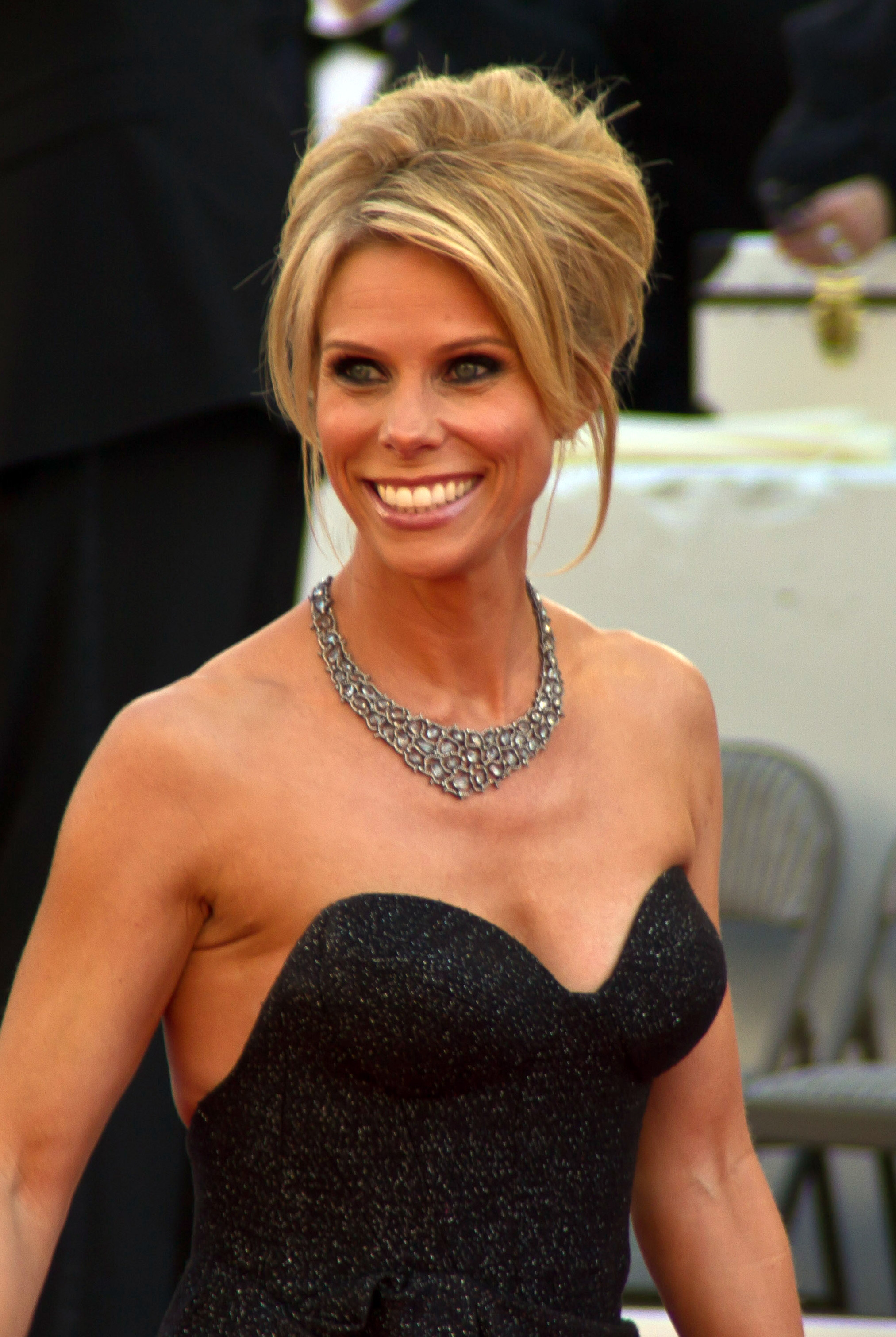
Cheryl Hines alla premiazione dei Premi Oscar 2011

La Hines ha sposato nel 2002 il produttore cinematografico Paul Young; i due sono i genitori di Catherine Rose Young, nata nel 2004. La coppia ha divorziato dopo circa otto anni di matrimonio.
Nel 2014 l'attrice ha sposato Robert F. Kennedy Jr., terzo figlio di Robert F. Kennedy e di Ethel Skakel, alla sua terza esperienza matrimoniale.

## Filmografia parziale

### Cinema
- ...e alla fine arriva Polly (Along Came Polly), regia di John Hamburg (2004)
- Herbie - Il super Maggiolino (Herbie: Fully Loaded), regia di Angela Robinson (2005)
- Our Very Own, regia di Cameron Watson (2005)
- Cake - Ti amo, ti mollo... ti sposo (Cake), regia di Nisha Ganatra (2005)
- Quel genio di Bickford (Bickford Shmeckler's Cool Ideas), regia di Scott Lew (2006)
- Vita da camper (RV), regia di Barry Sonnenfeld (2006)
- Al passo con gli Stein (Keeping Up with the Steins), regia di Scott Marshall (2006)
- Waitress - Ricette d'amore (Waitress), regia di Adrienne Shelly (2007)
- Henry Poole - Lassù qualcuno ti ama (Henry Poole Is Here), regia di Mark Pellington (2008)
- Bart Got a Room, regia di Brian Hecker (2008)
- Space Chimps - Missione spaziale (Space Chimps), regia di Kirk De Micco (2008) - voce
- Incinta o... quasi (Labor Pains), regia di Lara Shapiro (2009)
- La dura verità (The Ugly Truth), regia di Robert Luketic (2009)
- La leggenda della montagna incantata (The Legend of Secret Pass) (2010)
- Life After Beth - L'amore ad ogni costo (Life After Beth), regia di Jeff Baena (2014)
- La guerra dei sessi - Think Like a Man Too (Think Like a Man Too), regia di Tim Story (2014)
- Una vita da gatto (Nine Lives), regia di Barry Sonnenfeld (2016)
- Wilson, regia di Craig Johnson (2017)
- Bad Moms 2 - Mamme molto più cattive (A Bad Moms Christmas), regia di Jon Lucas e Scott Moore (2017)
- La scelta del destino (About Fate), regia di Marius Balchunas (2022)

### Televisione
- Friends – serie TV, episodio 6x13 (2000)
- Curb Your Enthusiasm – serie TV, 70 episodi (2000-2011)
- Scrubs - Medici ai primi ferri (Scrubs) – serie TV, episodio 5x05 (2006)
- Hannah Montana – serie TV, episodio 3x13 (2009)
- Love Bites – serie TV, episodio 1x06 (2011)
- Un fantafilm - Devi crescere, Timmy Turner! (A Fairly Odd Movie: Grow Up, Timmy Turner!), regia di Savage Steve Holland – film TV (2011)
- Suburgatory – serie TV, 44 episodi (2011-2013)
- Son of Zorn – serie TV, 13 episodi (2016-2017)
- L'assistente di volo - The Flight Attendant (The Flight Attendant) – serie TV, 6 episodi (2022)

### Regia
- Serious Moonlight (2009)

## Doppiatrici italiane
Nelle versioni in italiano delle opere in cui ha recitato, Cheryl Hines è stata doppiata da:
- Alessandra Korompay in Herbie il Super Maggiolino, Vita da camper, Cake - Ti amo, ti mollo... ti sposo, Scrubs - Medici ai primi ferri, Suburgatory, Una vita da gatto, Son of Zorn
- Alessandra Chiari in Tutti amano Raymond, Life After Beth - L'amore ad ogni costo
- Roberta Pellini in Curb Your Enthusiasm (st. 4-5), Franny
- Eleonora De Angelis in Wilson, The Middle
- Giò Giò Rapattoni in Bad Moms 2 - Mamme molto più cattive, Stumptown
- Anna Cesareni in Curb Your Enthusiasm (st. 1-3)
- Laura Boccanera in Henry Poole - Lassù qualcuno ti ama
- Ida Sansone in Waitress - Ricette d'amore
- Tiziana Avarista in La dura verità
- Francesca Guadagno in Un Fantafilm - Devi crescere, Timmy Turner!
- Paola Majano in The Good Fight
- Francesca Fiorentini ne L'assistente di volo - The Flight Attendant

Da doppiatrice è sostituita da:
- Alessandra Korompay in Space Chimps - Missione spaziale
- Deborah Morese in Space Chimps 2 - Zartog colpisce ancora